# La Maternitat i Sant Ramon
La Maternitat i Sant Ramon é um bairro do distrito de Les Corts da cidade de Barcelona que limita com o município de Hospitalet de Llobregat. Este bairro está formado por dois setores diferentes, a poente Sant Ramon e o de La Maternitat e Can Bacardí a sul.
O nome de Sant Ramon tem origem da paróquia de Sant Ramon Nonat, setor também denominado Collblanc (que não se tem de confonder com o bairro homónimo de l'Hospitalet). La Maternitat é um núcleo em redor de uma residência assistencial, a Casa da Maternidade e do Conselho Provincial de Barcelona e que encarregou a Camil Oliveras i Gensana.
Na zona central do bairro há três grandes equipamentos, as instalações do Fútbol Club Barcelona, entre elas el Camp Nou, o cemitério de Les Corts e o complexo da Maternidade. 